# 이상혁 (2001년 1월)
이상혁(李常赫, 2001년 1월 6일~)는 대한민국의 축구 선수로, 포지션은 수비수다. 현재 부천 FC 1995 에서 뛰고 있다.